# فرودگاه لا کرت
فرودگاه لا کرت  (به انگلیسی: La Crete Airport) یک فرودگاه همگانی است که یک باند فرود چمن دارد و طول باند آن ۱٬۳۴۱ متر است. این فرودگاه در کشور کانادا قرار دارد و در ارتفاع ۳۱۹ متری از سطح دریا واقع شده است.